# Íficle
Segons la mitologia grega, Íficle (en grec antic Ἴφικλος, Ífiklos) fou un heroi, fill de Fílac, rei de Ftiòtida, i de Clímene, filla de Mínias Per part del seu avi patern, Deíon, era descendent de Deucalió i d'Èol.
D'ell s'explica una curiosa llegenda. De jove, patia d'impotència, i el seu pare va anar a consultar l'endeví Melamp, el seu cosí. Aquest va sacrificar dos toros, els va esquarterar i els va exposar a l'aire lliure, i es va quedar escoltant què deien els voltors que devoraven els cadàvers. Les aus explicaren que, temps enrere, quan Fílac estava castrant porcs, va deixar el ganivet ensangonat al costat d'Íficle, i el nen, espantat el va agafar i el va clavar en un roure sagrat. L'escorça va créixer al voltant de la fulla i el va ocultar. Els voltors deien que si es trobava el ganivet i es preparava una beguda amb el rovell que portava, Íficle es curaria i tindria un fill. Melamp va trobar el ganivet, va preparar la beguda que el noi es va prendre durant deu dies. Després va tenir un fill que s'anomenà Podarces.
Íficle era famós per la seva rapidesa, i podia córrer per un camp de blat sense tombar les espigues. Es va endur el premi de la cursa en els jocs fúnebres celebrats en honor de Pèlias.
Participà en l'expedició dels argonautes amb Jàson, el seu nebot.